# 寺西拓人
寺西 拓人（てらにし たくと、1994年〈平成6年〉12月31日 - ）は、日本のアイドル、俳優、タレント。男性アイドルグループ・timeleszのメンバー。愛称は、てら。
神奈川県川崎市出身。STARTO ENTERTAINMENT所属。

## 来歴
2008年4月20日、14歳でジャニーズ事務所に入所。同期に菊池風磨、田中樹がいる。初仕事はHey! Say! JUMPのコンサート「Spring Concert 2008」横浜アリーナ公演だった。その他、Sexy Zoneのバックダンサーなども務めるが、グループには所属することがないまま活動を続ける。
2019年、『マラソン』で舞台初主演。
2021年4月22日、ジャニーズ事務所公式サイト内に個人アーティストとしてのページが設立され、ジャニーズJr.を卒業。俳優業をメインに活動する。
2023年10月18日、ソロで俳優業をメインに活動する8人で「あくたれ」という公式X（旧Twitter）アカウントを開設するも、2024年2月1日に公式Instagramを開設し、今後は個人アカウントに専念することを報告した。
2025年2月15日、timelesz projectを経てtimeleszへ加入。雑誌では掲載ラッシュが起き、2月発売の雑誌だけで12誌（うち2誌は表紙）に登場。「国民の元カレ」と呼ばれるようになり、加入直前、約50万人弱だったInstagramのフォロワー数は1か月経たないうちに倍増し、3月12日までに100万人を達成した。SNS上では祝福の声が寄せられ「＃寺西拓人Instagram」がトレンド入りを果たした。

## 人物
- 兄弟は兄と妹がいる[10][19]。高校3年生の時に親が突然連れて帰ってきた猫の「ひでよし」を溺愛している[11]。
- 拓人という名前には「己が道を切り拓く人に」「指揮棒に掛けてリーダーシップを執れるような人に」との願いが込められている[6][20]。

### 特技・趣味
- 特技は料理、タップ、人の匂いを嗅ぎ当てること[21]。
- 趣味はハンバーガー食べ歩きと映画鑑賞[21]。無類の貝好き[22]。
- 幼稚園の頃からサッカーに親しむ（ただしプレー専門）[23]。足が左利きのため、ポジションは左ミッドフィルダーをつとめていた[23]。事務所に入ってからも松田元太や永瀬廉とフットサルをすることがある[23]。

### 交友関係
- 尊敬する先輩として、屋良朝幸、中山優馬、ふぉ〜ゆ〜、浜中文一、千賀健永を挙げている[10]。後輩では影山拓也を特別信用しており、留守中の用事も頼むため、家の合鍵も渡している[19]。ふぉ〜ゆ〜の越岡裕貴とは、『Endless SHOCK』や『THE CIRCUS!』など舞台の共演が続き、2日に1回のペースで食事に行っていたことにより仲良くなった。事務所の先輩だが、友達のような関係であり、寺西は越岡のことをこっしーと呼ぶ[24]。誕生日プレゼントとして越岡からお揃いのベルトをプレゼントされたり[25]、サイズ違いのパンツをもらうなどお揃いの服が多い[26]。
- THE CIRCUSシリーズ、『ロジャース／ハート』、『マラソン』で共演した俳優の矢田悠祐とは公私ともに交流があり、ニューヨークへ二人旅をするなどした[20]。
- 共にtimeleszに加入した原嘉孝、Snow Manの目黒蓮とはジュニア時代から親交があり、当時たびたび同じ現場に呼ばれていたためスタッフからはまとめて『大人組』『寺西たち』と称されていた。活動を共にしていたもう一人を含めた四人でのグループ結成を望んでいたが叶うことはなく、原、目黒がジュニア内グループ宇宙Sixに加入した後も交流は続いた[27]。

## 出演
グループとしての活動はtimelesz#出演の項目を参照

### 舞台
- SUMMARY
  - SUMMARY 2008（2008年8月2日 - 9月5日、お台場・青海J地区特設会場「Johhnys Theater」）[28]
  - Johnny's Dome Theatre 〜SUMMARY〜（2012年9月8日 - 9日、TOKYO DOME CITY HALL）[29]
- ファン感謝ライブ in シアタークリエ「みんなクリエに来てクリエ！」［Part.3］（2010年5月28日 - 31日、シアタークリエ）[30]
- PLAYZONE 2010 ROAD TO PLAYZONE（2010年7月9日 - 8月1日、青山劇場 / 8月14日 - 22日、梅田芸術劇場メインホール）[30]
- ABC座
  - ABC座 2014 ジャニーズ伝説（2014年5月9日 - 30日、日生劇場）[31]
  - ABC座 2015（2015年10月7日 - 28日、日生劇場）[32]
- DREAM BOYS（2014年9月4日 - 30日、帝国劇場）[33]
- 2015新春 JOHNNYS' World（2015年1月1日 - 27日、帝国劇場）[32]
- A NEW MUSICAL クロスハート（2016年11月11日 - 13日、EX THEATER ROPPONGI / 12月9日 - 28日、Zeppブルーシアター六本木 / 2017年1月6日 - 8日、森ノ宮ピロティホール） - ロドリグ 役[34][35]
- SHOCKシリーズ
  - Endless SHOCK（2017年2月1日 - 3月31日、帝国劇場[36] / 9月8日 - 30日、梅田芸術劇場 / 10月8日 - 31日、博多座）[37]
  - Endless SHOCK（2018年2月4日 - 3月31日、帝国劇場）[38]
  - Endless SHOCK（2019年2月4日 - 3月31日、帝国劇場[39] / 9月11日 - 10月5日、梅田芸術劇場[40]）
  - Endless SHOCK 20th Anniversary（2020年2月4日 - 26日[注 1]、帝国劇場）
  - Endless SHOCK -Eternal-（2020年9月15日 - 10月12日、梅田芸術劇場）[42]
  - Endless SHOCK -Eternal-（2021年2月4日 - 3月31日、帝国劇場）[43]
  - Endless SHOCK・Endless SHOCK -Eternal-（2024年4月11日 - 5月31日、帝国劇場）[44][45]
- 音楽喜劇「のど自慢」〜上を向いて歩こう（2017年6月29日 - 7月4日、東京国際フォーラム ホールC / 7月22日 – 24日、新神戸オリエンタル劇場 / 8月12日 – 18日、中日劇場） - 小川淳一 役[46]
- THE CIRCUS!シリーズ 
  - ORIGINAL MUSICAL『THE CIRCUS!』―EPISODE2 Separation―（2018年6月17日 - 7月1日、よみうり大手町ホール / 7月3日、やまと芸術文化ホールメインホール / 7月5日 - 8日、サンケイホールブリーゼ / 7月10日、少年文化センターアートピアホール / 7月12・13日、ももちパレス） - ウィラード 役[47]
  - ORIGINAL MUSICAL『THE CIRCUS!』-エピソードFINAL-（2019年9月13日、新宿文化センター 大ホール / 9月21日 - 29日、新国立劇場中劇場 / 9月15日、黒部市国際文化センター コラーレ / 9月16日、刈谷市総合文化センター アイリス 大ホール / 9月18日・19日、森ノ宮ピロティホール / 10月2日、やまと芸術文化ホール メインホール）[48] - ウィラード・シュミット 役[49]
- Rodgers/Hart（ロジャース/ハート）
  - ブロードウェイ・ミュージカル『ロジャース / ハート』（2018年8月14日 - 9月9日、DDD青山クロスシアター / 9月11日・12日、松下IMPホール / 9月15日、やまと芸術文化ホール）- 4役（エディー・フォンティーン 役 他）[50][51]
  - ブロードウェイ・ミュージカル『ロジャース / ハート』（2023年9月30日 - 10月18日、有楽町よみうりホール / 10月24日・25日、北國新聞赤羽ホール / 10月28日、松下IMPホール） - 主演・リチャード 役[52]
- マラソン（2019年5月31日 - 6月17日、DDD青山クロスシアター） - 主演・マリオ / スティーブ 役[注 2]
- トムとジェリー 夢よもう一度（2019年10月17日 - 20日、COOL JAPAN PARK OSAKA WWホール） - タイク 役[53]
- 大阪環状線 君の歌声が聴きたくて1985 天王寺編（2019年12月13日 - 25日、大阪松竹座）[54] - 瀧本圭 役[55]
- ミュージカル『Now. Here. This.』（2020年11月29日 - 12月13日、博品館劇場 / 12月16日、東松山市民文化センター / 12月19日、COOL JAPAN PARK OSAKA TT ホール / 12月27日、ウインクあいち 大ホール）[注 3]
- 流星セブン 〜暁の操り人〜（2021年5月27日 - 30日、渋谷区文化総合センター 大和田さくらホール）[注 4] - 大谷鬼次 役[59]
- 検察側の証人（2021年8月28日 - 9月12日、世田谷パブリックシアター / 9月16日 - 20日、兵庫県立芸術文化センター 阪急 中ホール / 9月23日 - 28日、枚方市総合文化芸術センター 関西医大 大ホール） - ハーン警部 役[60]
- ミュージカル『マイ・フェア・レディ』（2021年11月14日 - 28日、帝国劇場 / 12月4日、ウェスタ川越大ホール / 12月10日、盛岡市民文化ホール / 12月17日 - 18日、札幌文化芸術劇場 hitaru / 12月25日・26日、やまぎん県民ホール / 2022年1月1日 - 3日、静岡市清水文化会館マリナート / 1月6日・7日、愛知県芸術劇場大ホール / 1月12日 - 14日、梅田芸術劇場メインホール / 1月22日 - 28日、博多座）[注 5] - フレディ 役（前山剛久とWキャスト）[64]
- ミュージカル『四月は君の嘘』（2022年5月7日 - 7月3日、日生劇場 他）[注 6] - 渡亮太 役（水田航生とWキャスト）[66]
- まくをおろすな！LIVE（2022年8月12日、中川文化小劇場 / 8月17日、COOL JAPAN PARK OSAKA TTホール） - ヤスベー（堀部安兵衛） 役[67]
- ダブル・トラブル
  - ミュージカル『ダブル・トラブル』〜2022 夏 Season B〜（2022年8月16日 - 30日、有楽町よみうりホール） - ボビー 役[68]
  - ミュージカル『ダブル・トラブル』〜2022 夏 Season C〜（2022年9月5日 - 13日、自由劇場） - ボビー 役[69]
- ブロードウェイ・ミュージカル『バイ・バイ・バーディー』（2022年10月18日 - 30日、KAAT神奈川芸術劇場 / 11月5日 - 7日、森ノ宮ピロティホール / 11月10日、パルテノン多摩 大ホール） - ヒューゴ・ピーボディ 役[70]
- ジパング！（2022年11月16日 - 20日、草月ホール） - 慈陀 役[71]
- 私立探偵 濱マイク-我が人生最悪の時-（2022年12月15日 - 18日、サンシャイン劇場 / 29日・30日、森ノ宮ピロティホール） - 楊海平（ヤン・ハイピン）役[72]
- 劇団☆新感線「ミナト町純情オセロ〜月がとっても慕情篇〜」（2023年3月10日 - 28日、東京建物 Brillia HALL / 4月13日 - 5月1日、COOL JAPAN PARK OSAKA WWホール） - 汐見丈 役[73]
- A new musical『FACTORY GIRLS〜私が描く物語〜』（2023年6月5日 - 13日、東京国際フォーラム ホールC / 6月24日・25日、キャナルシティ劇場 / 6月29日 - 7月2日、COOL JAPAN PARK OSAKA WWホール） - シェイマス 役[74]
- 奏劇 vol.3『メトロノーム・デュエット』（2023年7月26日 - 8月2日、よみうり大手町ホール） - 望月 役[75]
- オリジナル・ミュージカル『The Agent』（2023年12月7日 - 24日、よみうりホール / 2024年1月13日・14日、兵庫県立芸術文化センター 阪急中ホール） - T.J. 役[76]
- Classic Movie Reading Vol.2『風と共に去りぬ』（2024年2月2日 - 4日、I'M A SHOW） - アシュリー・ウィルクス 役[77]
- 逃奔政走-嘘つきは政治家のはじまり？-（2024年7月5日 - 16日、三越劇場 / 7月20日・21日、京都劇場） - 東海林亮 役[78]
- ミュージカル『RUN TO YOU』（2024年8月31日・9月1日、ウインクあいち / 9月5日 - 8日、COOL JAPAN PARK OSAKA TTホール / 9月12日 - 16日、品川プリンスホテル ステラボール） - スチャン 役[79]
- カリズマ（2024年12月7日 - 15日、品川プリンスホテル クラブeX） - 三崎 役[80]
- ミュージカル『ヒーロー』（2025年2月6日 - 3月2日、シアタークリエ） - カーク 役（古屋敬多とWキャスト）[81][82]
- ミュージカル『ダンス オブ ヴァンパイア』（2025年5月10日 - 31日予定、東京建物 Brillia HALL / 6月7日 - 15日予定、御園座 / 7月4日 - 12日予定、梅田芸術劇場メインホール / 7月19日 - 30日予定、博多座） - アルフレート 役（太田基裕とWキャスト）[83]
- 『新 画狂人北斎』-2025-（2025年10月17日 - 22日〈予定〉、紀伊國屋ホール / 10月28日・29日〈予定〉、北國新聞赤羽ホール / 10月31日 - 11月3日〈予定〉、サンケイホールブリーゼ / 11月24日〈予定〉、中津文化会館 大ホール / 11月25日〈予定〉、熊本県 市民会館シアーズホーム夢ホール 大ホール / 11月27日〈予定〉、京都会館） - 鳥居耀蔵 役[84]

### テレビドラマ
- 49（2013年10月5日 - 12月29日、日本テレビ） - 沢村省吾 役[85]
- ストロベリーナイト・サーガ 第7・8話（2019年5月23日・30日、フジテレビ）  - 柳井健斗 役[86]
- ボイス 110緊急司令室 第7話（2019年8月31日、日本テレビ） - 上杉渉（青年期） 役[87]
- 生ドラ!東京は24時 -Starting Over-（2024年3月28日、フジテレビ） - 東海林亮 役[88]
- ラーメンD 松平國光（2024年3月31日、日テレプラス ドラマ・アニメ・音楽ライブ） - 主演・松平國光 役[89]
  - ラーメンD 松平國光 Season1（2025年3月21日 - 4月11日、日テレプラス ドラマ・アニメ・音楽ライブ） - 主演・松平國光 役[90]
- マーダーミステリーShowcase〜5人の証言〜『白昼の訪問者』（2024年11月3日、日テレプラス ドラマ・アニメ・音楽ライブ）[91]
- 離婚弁護士 スパイダー シーズン2 〜偽りと裏切り編〜（2025年2月8日 - 3月21日[92]、日本テレビ） - 朝比奈玲於 役[93][94]
- キャスター 最終話（2025年6月15日、TBS） - 謎の男 役[95]

### 配信ドラマ
- 情事と事情（2024年12月5日 - 、Lemino） - 佐藤玲門 役[96]
- 離婚弁護士 スパイダー シーズン3 〜容疑者 美雲飛鳥〜（2025年3月21日 - 、Hulu） - 朝比奈玲於 役[94][92]

### テレビ番組
- アドリブTHEATER（2023年10月19日、11月16日、12月21日、MUSIC ON! TV）[97]
  - アドリブTHEATER＜#特別編＞（2024年3月21日、MUSIC ON! TV）[98]
- 越岡裕貴&寺西拓人 男だけの韓国旅！〜『RUN TO YOU』韓国ミュージカルの世界（2024年8月24日、日テレプラス）[99]
- トーク★ハンサム（2025年8月15日、日本テレビ）[100]

### 配信番組
- timelesz project -AUDITION- episode07 - episode16（2024年12月6日 - 2025年2月15日、Netflix）[7][101][102]

### 映画
- Endless SHOCK（2021年2月1日公開、東宝映像事業部）[103]
- 189（2021年12月3日公開、イオンエンターテイメント） - 木村来夢 役[104]
- まくをおろすな!（2023年1月20日公開、ショウゲート） - ヤスベー（堀部安兵衛） 役[105][67][106]
- 天文館探偵物語（2025年12月5日公開予定、アイエス・フィールド） - 主演・宇佐美蓮 役[107]

### CM
- Epic Games「フォートナイト」（2018年12月 - ）[108]
- キールズ「つるすべ肌加速！キャンペーン」（2025年6月 - ） - ブランドアンバサダー[109]
- bridge「TAILOR」（2025年7月 - ）[110]

### コンサート
- ジャニーズJr.祭り（2017年4月8日・9日、さいたまスーパーアリーナ）[111]
- ジャニーズJr.8・8祭り 〜東京ドームから始まる〜（2019年8月8日、東京ドーム）[112]

### イベント
- ジャニーズ大運動会 2017（2017年4月16日、東京ドーム）[113]

## 書籍

### 雑誌連載
- 日之出出版『CINEMA SQUARE』「テラニシネマ」（vol.149〈2024年9月2日発売号〉 - ）[114]